# Hystricomorpha
Los histricomorfos (Hystricomorpha, del griego ὕστριξ hystrix, "puercospín" y del griego μορφή morphē, "forma") son un suborden de mamíferos roedores que incluye, entre otras especies, los puercoespines del Viejo Mundo, los puercoespines del Nuevo Mundo, las chinchillas, las cobayas, los capibaras, los agutíes, los tucu-tucus, el coipo y las jutías.

## Taxonomía
Los histricomorfos se clasifican en:
- Suborden Hystricomorpha
  - Superfamilia Ctenodactyloidea
    - Ctenodactylidae
    - †Tammquammyidae
    - Diatomyidae
    - †Yuomyidae
    - †Chapattimyidae

  - Hystricognathiformes
    - †Tsaganomyidae
    - Hystricognathi
      - †"Baluchimyinae"
      - Hystricidae
      - Phiomorpha
        - †Myophiomyidae
        - †Diamantomyidae
        - †Phiomyidae
        - †Kenyamyidae
        - Petromuridae
        - Thryonomyidae
        - Bathyergidae
        - †Bathyergoididae

      - Caviomorpha
        - Superfamilia Erethizontoidea
          - Erethizontidae

        - Superfamilia Cavioidea
          - †Cephalomyidae
          - Dasyproctidae
          - Cuniculidae
          - †Eocardiidae
          - Caviidae

        - Superfamilia Octodontoidea
          - †Acaremyidae[4]
          - Octodontidae
          - Ctenomyidae
          - Echimyidae
          - Myocastoridae
          - Capromyidae
          - †Heptaxodontidae
          - Abrocomidae

        - Superfamilia Chinchilloidea
          - Chinchillidae
          - †Neoepiblemidae
          - Dinomyidae